# Ninja Cop
Ninja Cop (Ninja Five-O au Japon et en Amérique du Nord) est un jeu vidéo d'action développé par Hudson Soft et édité par Konami, sorti en 2003 sur Game Boy Advance.

## Accueil
- Game Informer : 8,25/10[1]
- GamePro : 4/5[2]
- GameSpot : 7,9/10[3]
- GameSpy : 4/5[4]
- GameZone : 8,5/10[5]
- IGN : 8,5/10[6]
- Jeux Vidéo Magazine : 14/20[7]
- Jeuxvideo.com : 10/20[8]
- Nintendo Power : 4/5[9]